# Valentin Samungi

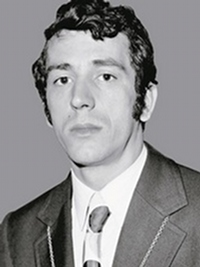
Valentin Samungi (1970)

Valentin Samungi (* 27. Januar 1942 in Bukarest; † 15. September 2024) war ein rumänischer Handballspieler, -trainer und Sportfunktionär.

## Leben
Samungi spielte ab 1958 zunächst als Torhüter für CSS Bukarest. Anschließend war er von 1966 bis 1977 Verteidiger bei Dinamo Bukarest. In den Jahren von 1961 bis 1973 bestritt er für die rumänische Nationalmannschaft 113 Länderspiele, in denen er 134 Tore erzielte. 1967 errang er mit der Mannschaft bei der Handball-Weltmeisterschaft in Schweden den dritten Platz und gewann im Jahr 1970 mit dem Team bei Handball-Weltmeisterschaft in Frankreich den WM-Titel. Zwei Jahre später holte er 1972 mit der Mannschaft bei den Olympischen Spielen in München eine Bronzemedaille.
Ab 1977 trainierte er unter anderem die Jugend-Nationalmannschaft. 1991 wurde er Berater des Ministeriums für Jugend und Sport und 1996 Vizepräsident von Dinamo Bucharest. Von 1995 bis 1996 war er Vorsitzender des rumänischen Handballverbandes und von 1999 bis 2000 Generalsekretär der Federația Română de Handbal (FRH).
Samungi starb am 15. September 2024 im Alter von 82 Jahren.

## Ehrungen
- 1970 erhielt Samungi den Titel „Verdienter Meister des Sports“ (Maestru Emerit al Sportului).
- 2000 wurde ihm die Medaille ”Serviciul Credincios” clasa I verliehen.